# 褶竺鯛
褶竺鯛（學名：Phaeoptyx conklini），又稱褶天竺鯛，為輻鰭魚綱鈎頭魚目天竺鯛科鸚竺鯛屬下的一個種，分布於中西大西洋美國佛羅里達州南部、巴哈馬到南美洲北部海域，深度0至22公尺，本魚體呈橢圓形，體稍側扁，頭大、眼大、口大且斜裂，頜齒細小，鰓蓋骨後緣棘不發達，體被弱櫛鱗，體色紅棕色半透明，全身密布黑色或深棕色的細點，背鰭2個，尾鰭叉形，背鰭硬棘8枚、背鰭軟條9枚、臀鰭硬棘2枚、臀鰭軟條8枚，體長可達9公分，棲息在珊瑚礁區有碎石、空貝殼可躲藏處，夜間活動，屬肉食性，繁殖期時，雄魚具有口孵習性，卵約7日化成仔魚，由雄魚吐出，具短暫的仔魚飄浮期，生活習性不明。